# Next Generation ATP Finals 2018
La Next Generation ATP Finals 2018 fue la 2ª edición de la Next Generation ATP Finals, un torneo masculino de tenis juvenil que se celebró en Milán (Italia) del 6 al 10 de noviembre de 2018.
El Next Generation ATP Finals es un torneo profesional de tenis, jugado en canchas duras bajo techo, y celebrado cada año en noviembre. Las Finales Next Generation es el torneo final para los tenistas masculinos menores de 21 años, con los 7 mejores jugadores de individuales y un invitado.

## Formato
Se introducirán varios cambios innovadores en las reglas en 2017, incluyendo el mejor a cinco sets, el primero en ganar cuatro juegos en cada set, tie break al 3 iguales, puntuación sin anuncios (elección del sacador). También habrá reglas respecto al tiempo, el partido comenzará a los 5 minutos de la entrada del segundo jugador en la cancha, un reloj para sacar de 25 segundos, un límite máximo de tiempo médico por jugador y por partido, límites en cuándo los entrenadores pueden hablar los jugadores y el público podrán moverse durante un partido (excepto en las líneas de base).
En septiembre de 2017, la ATP anunció que no habría jueces de línea en el evento. El único oficial en la cancha será el juez de silla y todas las llamadas de línea serán hechas por Hawk-Eye (ojo de halcón). Sin embargo, las faltas de pies, que suelen ser llamadas por el juez de línea de base, pueden ser impugnadas y serán revisadas por una cámara fijada en los pies del servidor.

## Clasificación
Los siete mejores tenistas masculinos menores de 21 años con la mayor cantidad de puntos acumulados en Grand Slam y ATP World Tour durante todo el año calificarán al Next Generation ATP Finals 2018. Los puntos contables, incluyen a los ingresados durante todo el calendario tenístico 2018 y los últimos torneos Challengers del año pasado, posteriores al Next Generation ATP Finals 2017.

## Carrera al Campeonato

### Individuales
- Ranking actualizado al 31 de octubre de 2018.
- Aquellos jugadores en oro están clasificados.
- Aquellos jugadores en marrón han renunciado a jugar este torneo.

| AUS           | FRA                | WIM     | USO     | IW      | MI      | MO      | MA      | RO     | CA     | CI     | SH     | PA2    | 1      | 2 | 3      | 4      | 5      | 6      |        |        |      |    |
| 1             | Alexander Zverev   | R32 90  | CF 360  | R32 90  | R32 90  | R64 10  | F 600   | SF 360 | G 1000 | F 600  | CF 180 | R32 10 | SF 360 | - | G 500  | G 250  | SF 180 | SF 180 | R16 45 | R16 45 | 4950 | 19 |
| 2             | Stefanos Tsitsipas | R128 10 | R64 45  | R16 180 | R32 90  | R64 25  | R128 10 | R32 70 | R64 0  | R32 70 | F 600  | R64 10 | R16 90 | - | F 300  | SF 180 | F 150  | CF 90  | SF 90  | CF 90  | 2175 | 29 |
| 3             | Denis Shapovalov   | R64 45  | R64 45  | R64 45  | R32 90  | R64 25  | R16 90  | R64 10 | SF 360 | R16 90 | R16 90 | R16 90 | R64 10 | - | SF 180 | SF 90  | CF 45  | CF 45  | R16 45 | R16 45 | 1450 | 26 |
| 4             | Álex de Miñaur     | R128 0  | R128 0  | R32 90  | R32 90  | R64 25  | R128 26 | Q1 0   | A 0    | A 0    | A 0    | A 0    | R16 90 | - | F 300  | F 150  | G 125  | SF 90  | F 65   | F 48   | 1308 | 26 |
| 5             | Frances Tiafoe     | R128 10 | R128 0  | R32 90  | R64 45  | R128 10 | R16 90  | A 0    | A 0    | R64 35 | A 0    | R64 0  | R64 10 | - | G 250  | F 150  | CF 90  | CF 45  | R16 45 | R16 45 | 1055 | 24 |
| 6             | Taylor Fritz       | Q2 8    | R128 10 | R64 45  | R32 90  | R16 90  | R128 10 | A 0    | Q2 16  | Q1 0   | A 0    | A 0    | R32 70 | - | G 125  | SF 90  | SF 90  | CF 90  | F 55   | CF 45  | 974  | 26 |
| 7             | Andréi Rubliov     | R32 90  | A 0     | A 0     | R128 10 | R64 10  | R128 10 | R32 45 | A 0    | A 0    | R64 10 | R64 10 | R64 10 | - | SF 180 | F 150  | CF 90  | R16 55 | CF 45  | R16 45 | 760  | 24 |
| 8             | Jaume Munar        | R128 35 | R64 70  | Q1 0    | R64 45  | A 0     | A 0     | A 0    | Q2 16  | A 0    | A 0    | A 0    | A 0    | - | G 125  | G 125  | SF 90  | SF 29  | CF 25  | R32 20 | 661  | 28 |
| 9             | Hubert Hurkacz     | Q2 8    | R64 70  | R128 26 | R64 70  | A 0     | A 0     | A 0    | A 0    | A 0    | A 0    | R64 35 | R64 35 | - | G 110  | G 90   | F 48   | SF 33  | CF 25  | CF 15  | 636  | 23 |
| ↓ Suplentes ↓ |                    |         |         |         |         |         |         |        |        |        |        |        |        |   |        |        |        |        |        |        |      |    |
| 10            | Ugo Humbert        | A 0     | Q1 0    | A 0     | R64 70  | A 0     | A 0     | A 0    | A 0    | A 0    | A 0    | A 0    | A 0    | - | G 100  | G 80   | F 55   | F 48   | F 48   | G 27   | 582  | 24 |
| 11            | Michael Mmoh       | A 0     | A 0     | R128 26 | R128 0  | A 0     | R32 61  | A 0    | A 0    | A 0    | A 0    | R64 35 | A 0    | - | G 90   | G 80   | CF 57  | CF 45  | SF 40  | SF 29  | 548  | 19 |

- 1 Alexander Zverev se da de baja para preparar su participación en las ATP World Tour Finals 2018.[1]
- 2 Los puntos del Masters 1000 de Paris no cuentan para la carrera a Milán.

## Jugadores clasificados

### Individuales
| #  | Jugador            | Puntos | Torneos | Fecha clasificación |
| -- | ------------------ | ------ | ------- | ------------------- |
| 1  | Alexander Zverev   | 4085   | 13      | 6 de agosto         |
| 2  | Stefanos Tsitsipas | 1872   | 26      | 8 de octubre        |
| 3  | Denis Shapovalov   | 1450   | 24      | 15 de octubre       |
| 4  | Álex de Miñaur     | 1308   | 25      | 22 de octubre       |
| 5  | Frances Tiafoe     | 1055   | 23      | 22 de octubre       |
| 6  | Taylor Fritz       | 898    | 25      | 22 de octubre       |
| 7  | Andréi Rubliov     | 795    | 24      | 29 de octubre       |
| 8  | Jaume Munar        | 661    | 28      | 29 de octubre       |
| 9  | Hubert Hurkacz     | 636    | 23      | 31 de octubre       |
| WC | Liam Caruana       | 45     | 13      | 4 de noviembre      |

## Finales

### Individuales
| Fecha      | Partido                | Partido | Partido            | Resultado                    |
| ---------- | ---------------------- | ------- | ------------------ | ---------------------------- |
| 11.11.2018 | Stefanos Tsitsipas [1] | 3-1     | Álex de Miñaur [2] | 2-4, 4-1, 4-3(7-3), 4-3(7-3) |